# Nupserha pseudoflavinotum
Nupserha pseudoflavinotum là một loài bọ cánh cứng trong họ Cerambycidae.